# Leif Andersson (socialdemokrat)
Leif Arnold Andersson, född 25 augusti 1938 i Oskar Fredriks församling i Göteborg, död 25 september 2007 i Lundby församling i Göteborg, var en svensk fackföreningsman och politiker (socialdemokrat).
Andersson var föreståndare på Bommersvik 1964–1965. Dessförinnan var han metallarbetare i Landala i Göteborg och ordförande i den lokala Metallklubben endast 20 år gammal. Därefter var han ombudsman för Göteborgs SSU-distrikt 1960–1964. Andersson var även ombudsman för socialdemokraterna och aktiv i kommunalpolitiken på heltid efter 1972.
Leif Andersson var verksam som agent åt IB. Han är begravd på Lundby gamla kyrkogård i Göteborg.